# Plecopterodes alyphophanes
Plecopterodes alyphophanes är en fjärilsart som beskrevs av Bethune-Baker 1911. Plecopterodes alyphophanes ingår i släktet Plecopterodes och familjen nattflyn. Inga underarter finns listade i Catalogue of Life.